# Accidente aéreo de Medellín
El accidente aéreo de Medellín del 24 de junio de 1935 se produjo en esa ciudad de Colombia a las 15:05 horas aproximadamente cuando el avión Ford Trimotor matrícula F-31 de la empresa SACO, "Servicio Aéreo Colombiano", que iba desde Bogotá a Cali, vía Medellín, chocó mientras estaba despegando en el Aeropuerto Olaya Herrera con otro avión del mismo tipo, denominado “Manizales” de la "SCADTA, Sociedad Colombo Alemana de Transportes Aéreos", que estaba detenido en espera para salir. Como consecuencia del accidente fallecieron 17 personas: del “Manizales”, 2 tripulantes y 5 pasajeros, y del F-31, los dos tripulantes y 8 pasajeros, entre los cuales se encontraba el cantante Carlos Gardel.

## El avión Ford Trimotor
Los dos aviones eran Ford Trimotor, avión de transporte civil que comenzó a fabricarse en 1925 en Estados Unidos por Henry Ford y continuó hasta el 7 de junio de 1933, produciéndose cerca de 200 aviones. Fue un modelo popular en las fuerzas armadas y se vendió a varios países, y uno de los primeros que se utilizaron para crear los vuelos comerciales y ser utilizados en las primeras aerolíneas. Ambos aviones eran totalmente metálicos, de chapa acanalada; sus asientos eran de esterilla, no contaban con cinturones de seguridad y estaban ubicados en dos filas de uno a cada lado del avión. 
La aeronave de SACO era un modelo 5-AT-B, de ala alta y tren de aterrizaje fijo convencional (rueda de cola), equipado con motores Pratt & Whitney, Wasp B de 420 hp. Este modelo se fabricaba desde 1929 y tenía 15 asientos; fueron construidos 42 ejemplares y su peso máximo al despegue era de 6237 kg.

## Tripulación y pasajeros
En el F-31 la tripulación estaba integrada por el piloto Ernesto Samper Mendoza -que recientemente había traído el flamante avión volando desde los Estados Unidos- y Willys Beninngton Foster Stuart, radio operador y aprendiz de mecánico con escasa experiencia. Como pasajeros iban 11 personas, entre las cuales se encontraba el cantante Carlos Gardel y su compositor y guionista de cabecera, Alfredo Le Pera, así como sus guitarristas Guillermo Barbieri, Ángel Domingo Riverol y José María Aguilar Porrás. En el Manizales iban como tripulantes el piloto Hans Ulrich Thoms, de nacionalidad alemana, y el mecánico Hartmann Fuerst, ambos con experiencia en la operación del avión, más 5 pasajeros. Los dos aviones requerían sólo un piloto como tripulación.

## Condiciones al tiempo del despegue
La aeronave de SACO tenía al despegar un peso estimado de 6182 kilos, o sea muy próximo al máximo permitido. Según algunos testigos estaba ligeramente sobrecargada y con el centro de gravedad atrasado por la ubicación de dos valijas muy grandes pertenecientes a Gardel y cintas de una película en la parte trasera del compartimiento de pasajeros. 
La pista tenía alrededor de 915 metros, con el piso de pasto en buen estado aunque ligeramente húmeda, y estaba orientada de norte a sur. La superficie había sido mejorada poco tiempo antes; tenía una franja central de casi 30 metros de ancho donde se había colocado cascajo, flanqueada a cada lado por una zona de unos 60 metros que se utilizaba también para el despegue y el aterrizaje. El drenaje también se había mejorado recientemente haciéndose un entubamiento en algunos sectores en sentido transversal a la pista que había dejado ondulaciones en la superficie que podían ocasionar en las aeronaves el efecto de rebotar durante el despegue y el aterrizaje (un dato crucial para el accidente). La pista contaba con una pendiente positiva en dirección sur con un valor medio del uno por ciento. 
En cuanto a las condiciones meteorológicas, ese día la visibilidad y el techo no presentaban restricciones para la operación de los aviones. El viento era de una intensidad variable entre 4 y 5 de la escala Beaufort, con una velocidad de entre 20 y 30 km/hora proveniente del sector sudsudoeste, con un ángulo de 30 a 45 grados con respecto a la pista. En fotografías tomadas inmediatamente después del accidente se observaban en el fondo las siluetas de varios árboles doblados por un fuerte ventarrón. 

## Procedimiento de despegue
A la época del accidente el aeródromo Olaya Herrera de Medellín no tenía un servicio de control terrestre sino que el mismo era realizado independientemente para cada aeronave por su empresa mediante señales visuales. La autorización para despegar era dada al piloto por un auxiliar de la empresa agitando una bandera verde en tanto la suspensión de toda la operación se indicaba con una bandera roja. 
El F-31 fue autorizado por personal de su empresa a ingresar en pista y dirigirse a la cabecera para el despegue, la cual fue elegida por el propio piloto Samper Mendoza. A su vez, el Manizales fue autorizado a aproximarse a la pista a la espera del despegue del otro avión.

## La colisión

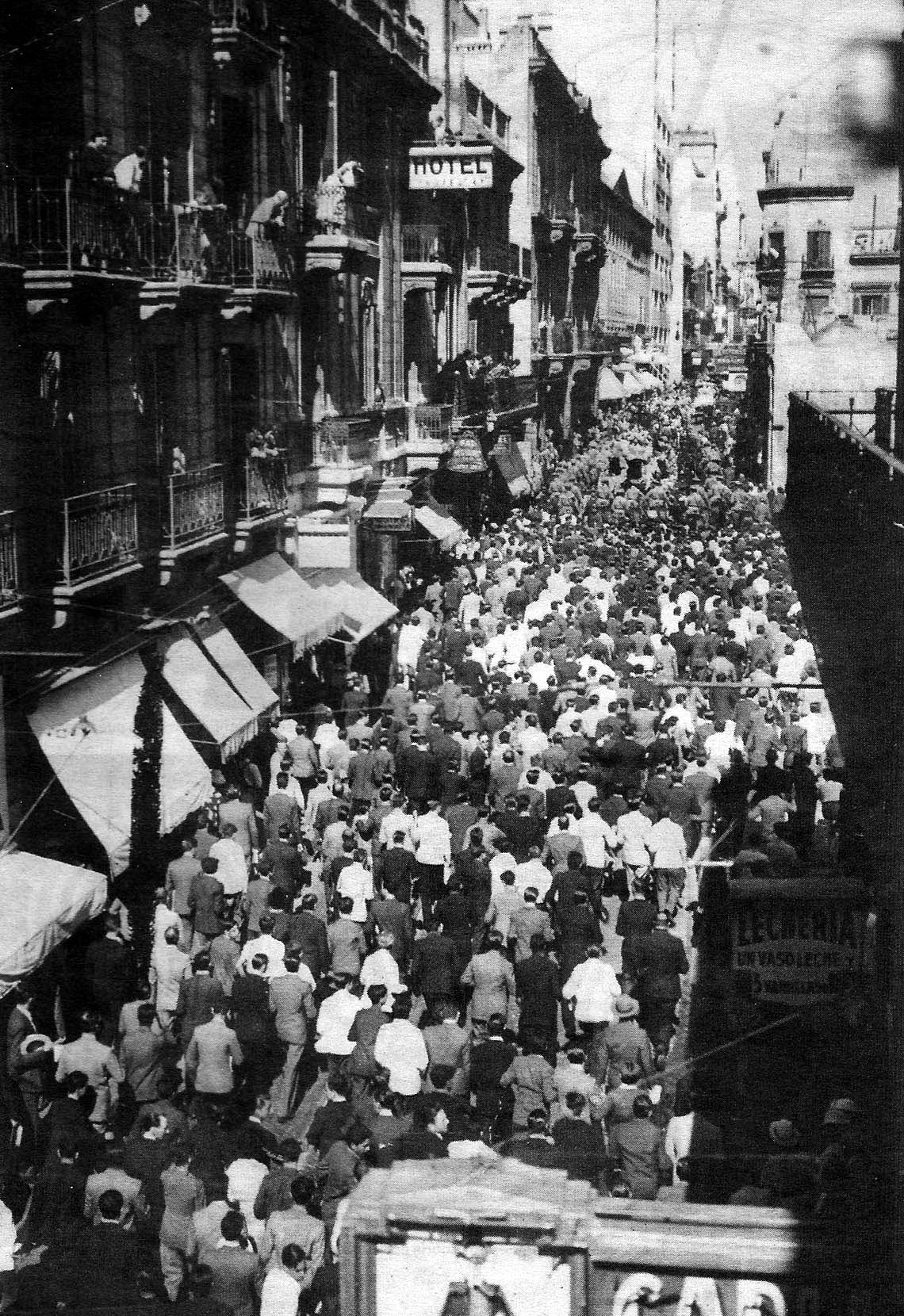
Funeral de Carlos Gardel en Buenos Aires. Una multitud acompañó el féretro por la Calle Florida.

Eran aproximadamente las 15 horas de ese día cuando el F-31 carreteó hasta la cabecera sur del aeródromo, hizo una prueba con los motores e inició la carrera de despegue que, al comienzo, fue normal, pero luego la aeronave desvió su trayectoria en forma brusca a la derecha y chocó con el Manizales, que esperaba a un costado de la pista, aproximadamente a 75 metros del eje de esta, ocasionando el incendio total de las dos aeronaves. 
Fallecieron en el acto los siete ocupantes del Manizales, mientras que en el avión de SACO murieron Gardel, Guillermo Barbieri, Alfredo Le Pera, José Corpas Moreno, el piloto de la nave Ernesto Samper Mendoza, el radio operador Willis Foster, el empresario chileno Celedonio Palacios y el promotor de espectáculos Henry Swartz. Salieron con vida del avión cinco personas: Alfonso Azzaf, que murió poco después; Ángel Domingo Riverol, que falleció a los dos días; José María Aguilar Porrás, guitarrista; el secretario personal e intérprete de inglés, el catalán Josep "Pep" Plaja; y un jefe de tráfico de la empresa SACO, Grant Flynn.

## Mecánica del accidente
El F-31 recibió en la cabecera la señal de despegue mediante una bandera verde, pero justo antes de iniciar la maniobra el Manizales se desplazó colocándose más cerca de la pista, al parecer porque unas cañas o pastos altos le impedían ver al otro avión. A raíz de este desplazamiento se dio señal de bandera roja para abortar el despegue. Cuando el Manizales se detuvo en su nueva posición se autorizó nuevamente la salida y comenzó a desplazarse, si bien, al parecer, no lo hizo por la pista central sino por una de las pistas laterales.
Inicialmente el F-31 tuvo un ligero desvío a la izquierda que fue corregido. Aproximadamente a 450 metros el avión realizó un pequeño salto y experimentó un brusco desvío a la derecha muy cerca de los 25°, dirigiéndose hacia donde esperaba el Manizales, levantó las ruedas principales unos 90 cm del suelo, con la rueda de cola tocando la tierra y tras recorrer cerca de 176 metros desde el punto de desvío y estando a 75 metros del eje de la pista, con el ala derecha apenas levantada, el F-31 chocó al otro prácticamente de frente. Por el impacto, ambos giraron en el sentido de las agujas del reloj y se incendiaron –los dos tenían sus tanques llenos– quedando destruidos.
El comodoro Ortiz, que estudió el accidente, señaló que hasta el lugar del impacto, el F-31 había recorrido 608 metros desde el inicio de la carrera de despegue, por lo que sólo le quedaban aproximadamente 289 metros de pista disponible. Llama la atención que después de ese recorrido el F-31 no hubiera podido todavía despegar, y la cola excesivamente baja del avión en el momento del choque indica que la aeronave estaba muy próxima a la velocidad de pérdida, o sea que aunque hubiese realizado la carrera de despegue normalmente habría necesitado una distancia mayor para acelerar a la velocidad segura para el despegue, de modo que de no haber chocado había posibilidades de que se le hubiera acabado la pista, y su despegue podría haber sido comprometido o muy ajustado. 
También señaló que la elección de la dirección del despegue por el piloto indica seguramente que estaba preocupado por las características del terreno en la zona sur y agrega que la posición en que colocó el compensador Nose Down (todo a picar) indica que tuvo en cuenta el peso y el centraje atrasado, pues el mismo le ayudaría a levantar la cola durante el despegue.

## Las causas
Como ocurre en muchos de los accidentes aéreos, hubo en el caso varios factores que, tomados aisladamente, posiblemente hubieran podido ser superados; en cambio, al ser concurrentes, provocaron la tragedia. Estos factores son, en orden de importancia, el viento, el peso del F-31 y su centraje. 
La distancia que necesitaba recorrer el avión para despegar se había prolongado por la maniobra de corrección de rumbo que hizo al comienzo para compensar el efecto del viento de cola que venía desde la izquierda y es posible también que irregularidades en la superficie de la pista (debidas tal vez a las lomitas levantadas por los arreglos del drenaje), hayan provocado el despegue momentáneo del tren de aterrizaje del suelo –o sea saltos sobre el terreno- que alargaron todavía más la distancia a recorrer para el despegue.
A estos factores se sumaban la maniobra previa desacertada del piloto del Manizales que lo había llevado a una posición muy cercana a la pista y la circunstancia de que el piloto del F-31 había elegido carretear sobre una franja que estaba justamente más próxima a la ubicación del otro avión.
El ingeniero mecánico argentino, investigador del Conicet y director del Laboratorio de Fluidodinámica de la Facultad de Ingeniería de la Universidad de Buenos Aires Guillermo Artana expuso en 2018 una nueva teoría sobre la causa del accidente, basándose en una copia de la investigación de la justicia colombiana. Consideró que tomando en cuenta que las huellas dejadas por el avión en su intento de despegar mostraban que se había desviado 90 metros del eje de la pista cuando chocó, era “casi imposible” que ese desvío hubiera sido causado por vientos de una intensidad de unos 10-15 metros por segundo como concluyeron judicialmente. Artana afirma que dado el peso del avión y la velocidad de su trayecto “el viento no pudo haber desplazado al avión fuera del eje de la pista más de 15 metros”. Artana estudió las características del avión, que todavía se utiliza en algunos lugares del mundo, y postula que, descartada aquella hipótesis, la causa más probable del accidente fueron problemas en un motor. Afirma que el manual de este tipo de avión recomienda que en esa situación el piloto apague los motores y aborte el despegue, pero que en aquel día de 1935 el piloto, por el contrario, aceleró los motores, o sea que el accidente tuvo por causa una mala decisión de quien conducía el avión. De todos modos, el tema solamente tiene interés histórico, pues la investigación judicial que se cerró por el fallecimiento del piloto no puede ser reabierta.

## Fallecidos

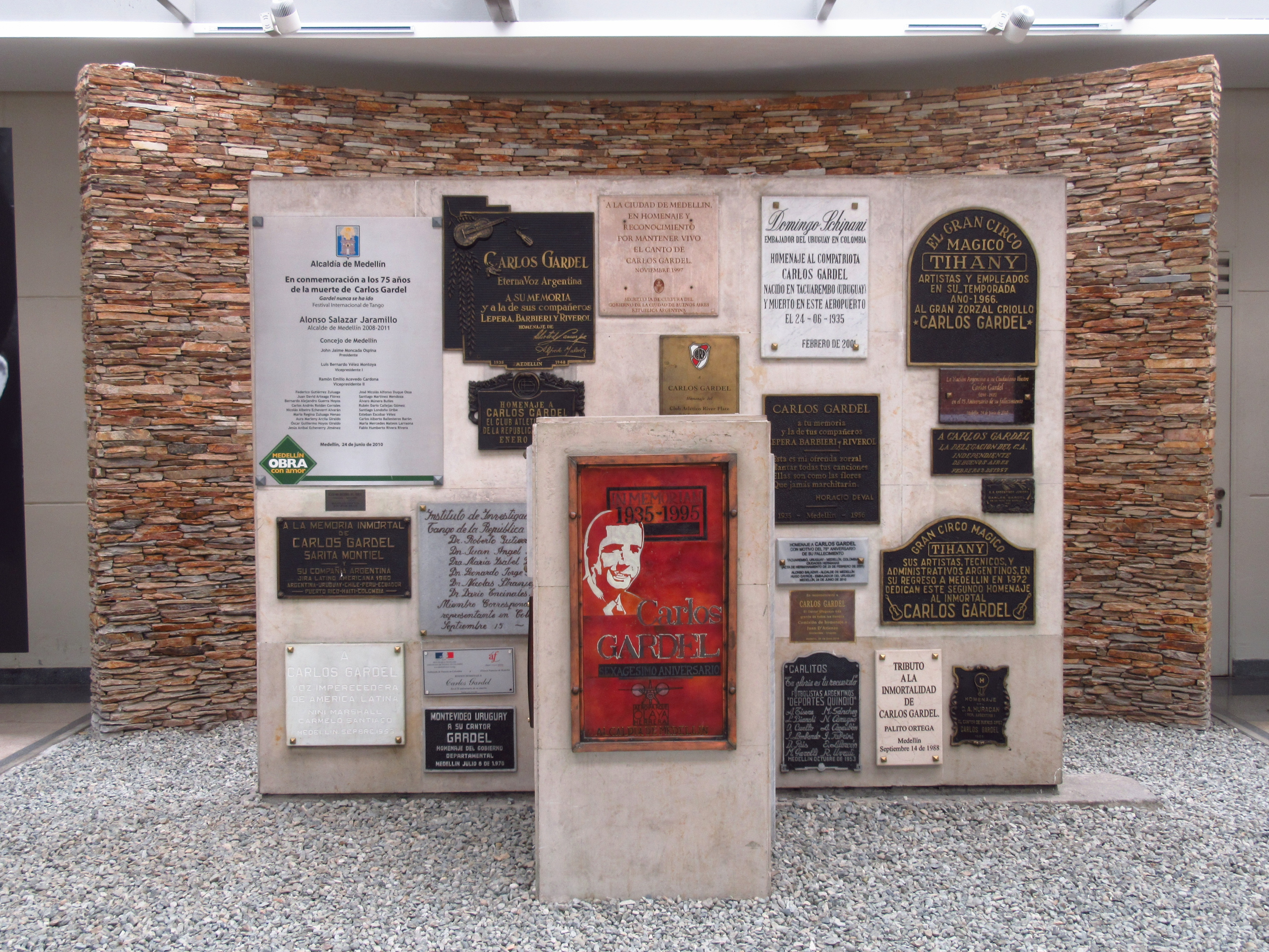
Monumento conmemorativo en honor a Gardel en el aeropuerto Olaya Herrera de Medellín.

En la aeronave Ford Trimotor 5-AT-B matrícula F-31:
- El piloto Ernesto Samper Mendoza, tío abuelo del expresidente Ernesto Samper
- Willys Beninngton Foster Stuart, copiloto y radiotelegrafista.
- Guillermo Barbieri
- Carlos Gardel
- Alfredo Le Pera
- Ángel Domingo Riverol
- José Corpas Moreno
- Alfonso Azzaf
- Celedonio Palacios, empresario chileno
- Henry Swartz, promotor de espectáculos

En la aeronave Ford Trimotor 5-AT-D matrícula C-31 "Manizales":
- El piloto Hans Ulrich Thoms, de nacionalidad alemana
- El mecánico Hartmann Fuerst
- El camarero J. Castelli
- Estanislao Zuleta Ferrer, padre del reconocido académico e investigador Estanislao Zuleta
- Jorge Moreno
- Guillermo Escobar Vélez
- Lester Strauss